# Hrnčířský hřbitov
Hrnčířský hřbitov se nachází v Praze 4 v Hrnčířích na křižovatce ulic K Hrnčířům a K Labeškám. Byl založen roku 1896 jako náhrada za zrušený hřbitov u kostela svatého Prokopa. V roce 2007 byl rozšířen o další pohřební plochu. Na hřbitově se nachází pouze hroby a budova bývalé márnice. Hřbitov ve tvaru konvexního čtyřúhelníku není velký, jeho délka je přibližně 100 metrů, šířka okolo 55 metrů.